# 威斯特伐利亞 (密西根州)
威斯特伐利亞（英語：Westphalia）是位於美國密西根州克林頓縣的一個村。

## 人口
根據2020年美國人口普查的數據，威斯特伐利亞的面積為2.96平方千米，當中陸地面積為2.88平方千米，而水域面積為0.08平方千米。當地共有人口924人，而人口密度為每平方千米312人。